# Czornohirka
Czornohirka (ukr. Чорногірка) – wieś na Ukrainie, w obwodzie odeskim, w rejonie berezowskim, w hromadzie Bereziwka. W 2001 liczyła 507 mieszkańców.